# Altica guatemalensis
Altica guatemalensis är en skalbaggsart som beskrevs av Martin Jacoby 1884. Altica guatemalensis ingår i släktet Altica och familjen bladbaggar. Inga underarter finns listade i Catalogue of Life.